# 希腊足球乙级联赛
希腊足球乙级联赛（希臘語：Φούτμπολ Λιγκ 2），为希腊足球职业联赛的第三级别。联赛分为南区、北区两个组。

## 历史
希腊足球乙级联赛成立于1965年，原为业余联赛，1983年更改为职业联赛。2010年8月3日，更名为乙级联赛。

## 历届冠军
- 1965年 莱瓦贾科斯等
- 1985-86年 克桑西、Charavghiakos
- 2009-10年 卡斯托利亚、韦里亚